# Serie D 2017-2018
La Serie D 2017-2018 è stata la 70ª edizione del massimo campionato dilettantistico della piramide calcistica italiana. Esso è gestito per la 37ª volta dalla Lega Nazionale Dilettanti. La regular season è iniziata il 3 settembre 2017 e si è conclusa il 6 maggio 2018.

## Stagione

### Novità
Dopo una sola stagione senza ammissioni in soprannumero, il numero di squadre partecipanti sale a 167. Non si iscrivono al campionato tre squadre retrocesse dalla Lega Pro, vale a dire Racing Roma (che resta di fatto in Serie C a seguito della fusione con l'Unicusano Fondi da cui nasce il Racing Fondi), l'Ancona ed il Melfi. Altre mancate iscrizioni sono quelle di AltoVicentino, Gladiator, Macchia, Folgore Selinunte e Real Metapontino. Infine, i ripescaggi in Serie C di Triestina e Rende portano a dieci il totale delle vacanze d'organico.
I 10 posti così liberatisi vengono colmati col ripescaggio di altrettante squadre dall'Eccellenza. Successivamente si è provveduto a ripescare in soprannumero un'undicesima squadra, la Calcio Romanese (inserita nel Girone B del quale è stato ridefinito il calendario), a seguito dell'accoglimento del ricorso presentato dalla medesima società al Collegio di Garanzia del CONI contro l'iniziale esclusione dalla graduatoria dei ripescaggi.
Le squadre non iscritte sono quindi:
- Racing Roma (Proveniente dalla Lega Pro)
- Ancona (Proveniente dalla Lega Pro)
- Melfi (Proveniente dalla Lega Pro)
- AltoVicentino
- Gladiator
- Macchia (Proveniente dall'Eccellenza)
- Folgore Selinunte (Proveniente dall'Eccellenza)
- Real Metapontino (Proveniente dall'Eccellenza)

Sono state invece ripescate in Serie C:
- Triestina
- Rende

Le 11 società ripescate sono quindi:
- Sasso Marconi
- Olginatese
- Acireale
- Francavilla
- Recanatese
- Roccella
- Cittanovese
- Sangiovannese
- Calcio Derthona
- Levico
- Romanese

Il Collegio di Garanzia del CONI, nella seduta del 15 settembre 2017, ha annullato la sentenza della Corte Federale d'Appello che, condannando il Messina all'ultimo posto del Girone C di Lega Pro 2016-2017, aveva di fatto annullato la retrocessione in Serie D della Vibonese. Il club calabrese resta dunque inserito in Serie D, per altro nel girone di cui fa parte anche lo stesso Messina: la società siciliana è infatti uno dei quattro nuovi sodalizi iscritti in soprannumero al massimo campionato dilettantistico perché sorti al posto di altrettante società che non sono riuscite ad iscriversi alla Serie C. L'elenco completo:
- Como
- Latina
- Mantova
- Messina

La regione più rappresentata è la Lombardia con 28 squadre, quattro in più rispetto allo scorso campionato; seguono Toscana (16), Veneto (15), Emilia-Romagna, Lazio e Campania (12), Piemonte, Liguria, Marche, Puglia e Sicilia (8), Abruzzo (7), Sardegna (6), Calabria (5), Trentino-Alto Adige e Basilicata (3), Umbria, Friuli-Venezia Giulia e Molise (2), e infine una squadra della Repubblica di San Marino.

### Aggiornamenti
Avvengono infine le seguenti fusioni, cessioni di titolo e cambi di denominazione sociale:
- il Madre Pietra Daunia cede il titolo sportivo al Molfetta che si iscrive con il nome di Sporting Fulgor.

### Formato
Le 167 squadre sono state suddivise in nove gironi all'italiana, dei quali sei (C, E, F, G, H ed I) da 18 club ciascuno, uno (B) da 19 e due (A e D) da 20, organizzati secondo criteri di vicinanza geografica. Il campionato prevede un turno d'andata ed uno di ritorno, con promozione diretta in Serie C 2018-2019 per la vincente di ogni girone.
Al termine della stagione regolare, accedono ai play-off (indipendentemente dai distacchi in classifica) le società classificate al 2º, 3º, 4º e 5º posto in ciascuno dei singoli gironi in cui si articola il Campionato di Serie D, dette Società si incontreranno in gara unica (I° fase, semifinale di girone). Le vincenti della I° fase si incontreranno in gara unica sul campo della società che, al termine del campionato, avrà occupato nelle rispettive classifiche di girone, la migliore posizione (II fase, finale di girone).
Le nove squadre vincenti la fase dei play off di ciascun girone saranno inserite in una graduatoria finale e definitiva secondo i seguenti criteri:
- Punti al termine del Campionato.
- In caso di parità numerica acquisirà la posizione migliore tra le squadre quella meglio classificata in ciascun girone al termine del Campionato.
- Persistendo ancora la parità numerica acquisirà la posizione migliore tra le squadre quella meglio classificata nella Coppa Disciplina al termine del Campionato.

Sono previsti inoltre i seguenti bonus:
- Alla squadra vincitrice la Coppa Italia Serie D 2017-2018, che avrà vinto i play-off di girone, sarà aggiunto al quoziente punti, un bonus di 0,50.
- Alla squadra perdente la finale della Coppa Italia Serie D 2017-2018, che avrà vinto i play-off di girone, sarà aggiunto al quoziente punti, un bonus di 0,25.
- Alla squadra classificatasi al primo posto del girone per il Concorso “Giovani D valore", sarà aggiunto al quoziente punti un bonus di 0,10.
- Alle squadre classificatesi al secondo e terzo posto di ciascun girone per il Concorso "Giovani D Valore", sarà aggiunto al quoziente punti un bonus di 0,05.

Le società, che vinceranno i play-off Serie D 2017-2018 in ciascuno dei 9 gironi ed inserite nella suddetta graduatoria, acquisiranno di diritto la priorità per la presentazione di eventuale domanda di ammissione al campionato unico di Serie C 2018-2019, qualora si verificassero diverse determinazioni da parte del Consiglio Federale riguardo al completamento degli organici nei campionati professionistici.
Al termine della stagione regolare, accedono ai play-out le società classificate al 13º, 14º, 15º e 16º posto. Dette Società si incontrano in gara unica secondo gli abbinamenti obbligati 13ª-16ª e 14ª-15ª, in casa della meglio piazzata. Nel caso in cui al termine del campionato le squadre classificate al 13º e al 14º posto abbiano accumulato più di 7 punti di distacco dalle avversarie rispettivamente designate, queste ultime vengono retrocesse senza disputare i play-out.

## Squadre partecipanti

### Girone A
- Arconatese
- Borgaro
- Borgosesia
- Bra
- Calcio Derthona
- Caronnese
- Casale
- Castellazzo Bormida
- Chieri
- Como
- Folgore Caratese
- Gozzano
- Inveruno
- Olginatese
- OltrepoVoghera
- Pavia
- Pro Sesto
- Seregno
- Varese
- Varesina

### Girone B
- Bustese Milano City
- Calcio Romanese
- Caravaggio
- Ciliverghe Mazzano
- Ciserano
- Crema
- Darfo Boario
- Dro Alto Garda
- Grumellese
- Lecco
- Levico
- Lumezzane
- Pergolettese
- Pontisola
- Pro Patria
- Rezzato
- Scanzorosciate
- Trento
- Virtus Bergamo

### Girone C
- Abano
- Adriese
- Ambrosiana
- Arzignano Valchiampo
- Belluno
- Calvi Noale
- Campodarsego
- Cjarlins Muzane
- Clodiense
- Delta Porto Tolle
- Este
- Legnago
- Liventina
- Mantova
- Montebelluna
- Tamai
- Union Feltre
- Virtus Verona

### Girone D
- Castelvetro
- Colligiana
- Correggese
- Fiorenzuola
- Forlì
- Imolese
- Lentigione
- Mezzolara
- Montevarchi
- Pianese
- Rimini
- Romagna Centro
- Sangiovannese
- Sammaurese
- Sasso Marconi
- Trestina
- Tuttocuoio
- Vigor Carpaneto
- Villabiagio
- Sansepolcro

### Girone E
- Albissola
- Argentina
- Finale
- Ghivizzano
- Lavagnese
- Ligorna
- Massese
- Ponsacco
- Real Forte Querceta
- Rignanese
- San Donato Tavarnelle
- Savona
- Scandicci
- Seravezza
- Sestri Levante
- Unione Sanremo
- Valdinievole Montecatini
- Viareggio

### Girone F
- Avezzano
- Castelfidardo
- Campobasso
- Fabriano Cerreto
- Francavilla
- Jesina
- L’Aquila
- Matelica
- Monticelli
- Nerostellati
- Olympia Agnonese
- Pineto
- Recanatese
- San Marino
- San Nicolò
- Sangiustese
- Pro Vasto
- Vis Pesaro

### Girone G
- Albalonga
- Anzio
- Aprilia
- Budoni
- Cassino
- Flaminia CivitaCastellana
- Lanusei
- Latina
- Latte Dolce
- Lupa Roma
- Nuorese
- Monterosi
- Ostia Mare
- Rieti
- San Teodoro
- S.F.F. Atletico
- Tortolì
- Trastevere

### Girone H
- Audace Cerignola
- Aversa Normanna
- AZ Picerno
- Cavese
- Gragnano
- FC Francavilla
- Frattese
- Gravina
- Manfredonia
- Nardò
- Pomigliano
- Potenza
- San Severo
- Sarnese
- Sporting Fulgor
- Taranto
- Team Altamura
- Turris

### Girone I
- Acireale
- Cittanovese
- Ebolitana
- Ercolanese
- Gela
- Gelbison
- Igea Virtus
- Isola Capo Rizzuto
- Messina
- Nocerina
- Paceco
- Palazzolo
- Palmese
- Portici
- Roccella
- Sancataldese
- Troina
- Vibonese

## Poule Scudetto
Per l'assegnazione del titolo italiano di Serie D, al termine della stagione regolare, le nove squadre prime classificate vengono suddivise in tre triangolari e si incontrano in gare di sola andata. Nel secondo turno riposa chi ha vinto il primo incontro o, in caso di pareggio, quella che ha disputato la prima sfida in trasferta.
Le vincenti dei triangolari e la miglior seconda accedono alle semifinali, che vengono definite per sorteggio e che si disputano, così come per la finale Scudetto, in campo neutro e senza tempi supplementari, in caso di parità si va direttamente ai rigori.
Nel caso in cui due o tutte e tre le squadre concludessero il proprio triangolare a pari punti, per determinare la vincente si terrà conto dello scontro diretto e della migliore posizione nella classifica della Coppa Disciplina. Per stabilire la migliore tra le seconde, si terrà conto dei punti ottenuti negli incontri disputati, della migliore posizione nella classifica della Coppa Disciplina, dell'età media più giovane.

### Squadre partecipanti
| Triangolare 1 | Triangolare 2 | Triangolare 3 |
| ------------- | ------------- | ------------- |
| Gozzano       | Rimini        | Rieti         |
| Pro Patria    | Albissola     | Potenza       |
| Virtus Verona | Vis Pesaro    | Vibonese      |

### Turno preliminare

#### Triangolare 1
| Squadra          | P.ti | G | V | N | P | GF | GS | DR |
| ---------------- | ---- | - | - | - | - | -- | -- | -- |
| 1. Pro Patria    | 4    | 2 | 1 | 1 | 0 | 3  | 1  | +2 |
| 2. Gozzano       | 4    | 2 | 1 | 1 | 0 | 2  | 0  | +2 |
| 3. Virtus Verona | 0    | 2 | 0 | 0 | 2 | 1  | 5  | −4 |

|               | Risultati |               | Luogo e data                  |
| ------------- | --------- | ------------- | ----------------------------- |
| Pro Patria    | 3-1       | Virtus Verona | Busto Arsizio, 13 maggio 2018 |
| Virtus Verona | 0-2       | Gozzano       | Verona, 20 maggio 2018        |
| Gozzano       | 0-0       | Pro Patria    | Gozzano, 23 maggio 2018       |

#### Triangolare 2
| Squadra       | P.ti | G | V | N | P | GF | GS | DR |
| ------------- | ---- | - | - | - | - | -- | -- | -- |
| 1. Albissola  | 4    | 2 | 1 | 1 | 0 | 6  | 4  | +2 |
| 2. Rimini     | 4    | 2 | 1 | 1 | 0 | 6  | 5  | +1 |
| 3. Vis Pesaro | 0    | 2 | 0 | 0 | 2 | 1  | 4  | −3 |

|            | Risultati |            | Luogo e data                |
| ---------- | --------- | ---------- | --------------------------- |
| Rimini     | 4-4       | Albissola  | Rimini, 13 maggio 2018      |
| Vis Pesaro | 1-2       | Rimini     | Fossombrone, 20 maggio 2018 |
| Albissola  | 2-0       | Vis Pesaro | Albissola, 23 maggio 2018   |

#### Triangolare 3
| Squadra     | P.ti | G | V | N | P | GF | GS | DR |
| ----------- | ---- | - | - | - | - | -- | -- | -- |
| 1. Vibonese | 6    | 2 | 2 | 0 | 0 | 6  | 1  | +5 |
| 2. Rieti    | 1    | 2 | 0 | 1 | 1 | 1  | 2  | −1 |
| 3. Potenza  | 1    | 2 | 0 | 1 | 1 | 0  | 4  | −4 |

|          | Risultati |          | Luogo e data                  |
| -------- | --------- | -------- | ----------------------------- |
| Potenza  | 0-0       | Rieti    | Potenza, 13 maggio 2018       |
| Vibonese | 4-0       | Potenza  | Vibo Valentia, 20 maggio 2018 |
| Rieti    | 1-2       | Vibonese | Rieti, 23 maggio 2018         |

### Fase finale
Le squadre qualificate alla fase finale, accedono alle semifinali che, così come la finale, si sono disputate in campo neutro dal 31 maggio al 2 giugno.
Per gli incontri della fase finale non sono previsti al termine dei 90', i tempi supplementari, ma in caso di parità si andrà direttamente ai calci di rigore.

#### Semifinali
|            | Risultati |           | Luogo e data                          |
| ---------- | --------- | --------- | ------------------------------------- |
| Pro Patria | 4-0       | Albissola | Rignano sull'Arno, 31 maggio 2018     |
| Gozzano    | 1-3       | Vibonese  | San Giovanni Valdarno, 31 maggio 2018 |

#### Finale
|          | Risultati |            | Luogo e data                         |
| -------- | --------- | ---------- | ------------------------------------ |
| Vibonese | 1-2       | Pro Patria | San Giovanni Valdarno, 2 giugno 2018 |